# Universidad de Medicina de Shanghái
La Universidad de Medicina de Shanghái, en chino 复旦大学上海医学院, Facultad de Medicina de Shanghái de la Universidad de Fudan, o también conocida por Colegio de Medicina de Shanghai, tiene sus orígenes en la Facultad de Medicina de la Universidad Nacional Central, que se estableció en 1927 (en este momento llamada "Facultad de Medicina de la Universidad Nacional de la cuarta Sun Yat-sen"), la primera facultad de medicina de la universidad nacional fundada en China; era la única escuela nacional de medicina en la República de China en ese momento. En 1959, se convirtió en el primer grupo de universidades clave nacionales (16 en total); en 1985, pasó a llamarse Universidad de Medicina de Shanghai. En el 2000, la Universidad de Medicina de Shanghái se fusionó con la Universidad de Fudan. De 2001 a 2012, se revocó la estructura de la Universidad Médica de Shanghái original y los departamentos de las facultades de medicina y los hospitales afiliados fueron administrados directamente por la Universidad de Fudan.
En 2012, se estableció el nuevo Colegio de Medicina de Shanghái. Como agencia gubernamental y del partido, integrada en la Universidad de Fudan, la Universidad de Medicina de Shanghái está autorizada por la Universidad de Fudan para ejercer disposiciones, con autoridad de gestión relativamente independiente, sobre la capacitación del personal, la investigación científica, la construcción de disciplinas, los presupuestos, la planificación del desarrollo de los programas formativos, etc. En 2018, el Ministerio de Educación, la Comisión Nacional de Salud y el Gobierno Municipal de Shanghai establecieron conjuntamente el Colegio de Medicina de Shanghái, con nivel administrativo autónomo.

## Historia
- En 1927, se fundó en Wusong, Shanghái, la Escuela de Medicina de la Universidad Nacional Cuarto Sun Yat-Sen, la primera escuela de medicina fundada por una Universidad Nacional de China, con Yan Fuqing como primer decano. En febrero de 1928, la Cuarta Universidad Sun Yat-sen pasó a llamarse Universidad Nacional de Jiangsu, y en mayo de 1928, pasó a llamarse Universidad Nacional Central, y la escuela de medicina pasó a llamarse Escuela de Medicina de la Universidad de Jiangsu y Escuela de Medicina de la Universidad Central sucesivamente.
- En 1932, la Escuela de Medicina de la Universidad Nacional Central se convirtió en el Colegio Médico Nacional de Shanghái, la única escuela de medicina nacional en China en ese momento.
- En 1936, se construyeron al mismo tiempo el nuevo edificio escolar de Fenglin y el Hospital Zhongshan.
- En 1937, cuando estalló la segunda guerra sino-japonesa, se trasladó a Minglongtan, Kunming, Yunnan; en 1940, se trasladó a Gele Mountain, Chongqing, Sichuan, con Zhu Hengbi como director. En 1946, tras la victoria en la guerra antijaponesa, se trasladó de nuevo a Shanghái.
- En 1952, pasó a llamarse "Primer Colegio Médico de Shanghai".
- En 1959, fue designada como una de las 16 universidades clave del país.
- En 1956, algunos profesores y estudiantes de la Universidad de Medicina de Shanghái se mudaron a Chongqing para establecer la Facultad de Medicina de Chongqing, que pasó a llamarse Universidad de Medicina de Chongqing en 1985.
- En 1985, pasó a llamarse "Universidad Médica de Shanghai".[1]
- En 1994, pasó el examen previo del Proyecto 211 (Programa de construcción de 100 Universidades clave del siglo XXI de China), convirtiéndose en la primera universidad en Shanghái en obtener esta calificación.
- En 2000, se fusionó con la Universidad de Fudan, y la Universidad Médica de Shanghai se cambió a la Facultad de Medicina de la Universidad de Fudan, responsable de la gestión de las facultades, de los departamentos, hospitales afiliados, instituciones de investigación científica y unidades directamente afiliadas de la antigua Universidad Médica de Shanghai.[2]
- En 2001, se revocó la antigua facultad de medicina de la Universidad de Fudan y los departamentos y hospitales afiliados a la facultad de medicina fueron administrados directamente por la Universidad de Fudan en lugar de estar afiliados entre sí. En el mismo año, se abolieron la facultad de medicina básica, la facultad de medicina clínica de Zhongshan, la facultad de medicina clínica de Huashan y la facultad de medicina clínica de Shiyi, y se formó una nueva facultad de medicina.
- En 2002, con el fin de ayudar a la Universidad Jiao Tong de Shanghái a construir una nueva escuela de medicina, el Hospital del Pueblo Primero de Shanghái se reestructuró en el Hospital Afiliado de la Universidad Jiao Tong de Shanghái.
- En 2009, la Facultad de Farmacia se trasladó del campus de Fenglin al campus de Zhangjiang .
- En 2012, se estableció el nuevo Colegio Médico de Shanghái de la Universidad de Fudan. Con la autorización de la escuela, se unificó la gestión de todos los departamentos médicos y hospitales afiliados, y el Colegio Médico de Shanghái original se restauró básicamente en su totalidad. En el mismo año, se restableció el establecimiento de la escuela de medicina básica y se preparó una nueva escuela de medicina clínica. Durante el período de preparación, el trabajo docente de los estudiantes de medicina clínica en cada hospital afiliado fue administrado directamente por la facultad de medicina de Shanghai.
- En 2017, la Facultad de Medicina de Shanghái celebró su aniversario número 90. Se completó el proyecto de reconstrucción y expansión del campus de Fenglin en tres años, y el área de construcción del campus se incrementó de 187 000 metros cuadrados a 420 000 metros cuadrados.[3] En el mismo año, se integraron los hospitales afiliados y básicamente se restableció la sede de la escuela de medicina clínica. Gui Yonghao, vicepresidente ejecutivo de la Universidad de Fudan y presidente de la Facultad de Medicina de Shanghái, trabajó simultáneamente como el primer presidente de la escuela de medicina clínica.[4]
- En 2018, el Ministerio de Educación de la República Popular China, la Comisión Nacional de Salud de China y el Gobierno Municipal de Shanghái (en chino 上海市人民政府) acordaron incluir a la Universidad de Fudan en el programa piloto de la reforma integral del sistema de gestión de la educación médica universitaria, y a la Facultad de Medicina de la Universidad de Fudan de Shanghái en el primer grupo de facultades de medicina construidas conjuntamente por ministerios, comisiones y municipios. Las tres partes firmaron un acuerdo para construir y albergar conjuntamente la facultad de medicina de la Universidad de Fudan en Shanghái y 6 hospitales directamente afiliados.[5]

## Directivos

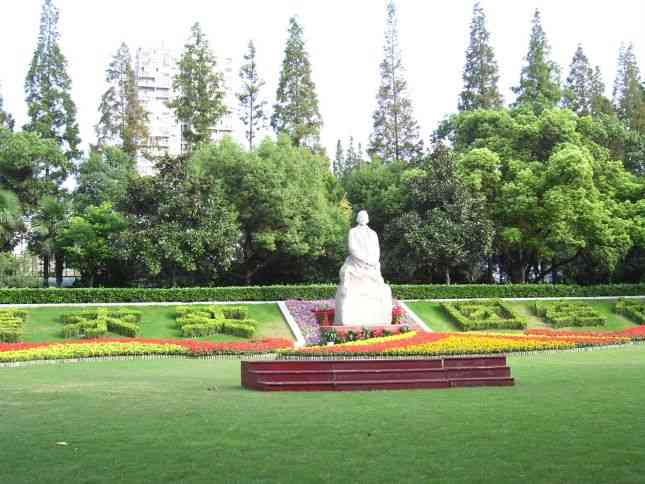
Estatua de Yan Fuqing, fundador de Medicina de Shanghai

| título profesional | Nombre         | Término de oficina                    |
| --- | -------------- | ------------------------------------- |
| Universidad Nacional Cuarta Sun Yat-sen→Universidad Nacional de Jiangsu→Facultad de Medicina de la Universidad Nacional Central |                |                                       |
| Decano | yan fuqing     | Octubre 1927 - 1932                   |
| Colegio Médico Nacional de Shanghái                                                                                             |                |                                       |
| Decano | yan fuqing     | 1932 - diciembre de 1940              |
| asuntos de la escuela de actuación                                                                                              | Zhu Hengbi     | 1938 - diciembre de 1940              |
| Decano | Zhu Hengbi     | enero de 1941 - julio de 1949         |
| Facultad de Medicina de Shanghái                                                                                                |                |                                       |
| Presidente del Comité de Gestión Interino                                                                                       | Miyanoizumi    | agosto de 1949 - diciembre de 1951    |
| Primera Facultad de Medicina de Shanghái                                                                                        |                |                                       |
| Decano | Miyanoizumi    | diciembre de 1951 - diciembre de 1953 |
| Decano interino | Lin Feng       | diciembre de 1953 - octubre de 1954   |
| Decano | Chen Tongsheng | Junio de 1955 - Revolución Cultural   |
| Director del " Comité Revolucionario "                                                                                          |                |                                       |
| Decano | Shi Meixin     | agosto de 1978 - junio de 1984        |
| Decano | Zhang Jingru   | junio de 1984 - mayo de 1985          |
| Universidad Médica de Shanghái                                                                                                  |                |                                       |
| director de escuela | Zhang Jingru   | Mayo 1985 - Septiembre 1988           |
| director de escuela | Tang Zhaoyou   | Septiembre 1988 - Noviembre 1993      |
| director de escuela | yao tai        | Enero 1994 - abril 2000               |

| título | Nombre        | tenencia                    |
| --- | ------------- | --------------------------- |
| Decano de la Facultad de Medicina de la Universidad de Fudan → Decano de la Facultad de Medicina de Shanghai de la Universidad de Fudan (ahora Facultad de Medicina Básica) | Wang Weping   | Abril 2000 - abril 2007     |
| Decano de la Facultad de Medicina de Shanghái (ahora Escuela de Medicina Básica), Universidad de Fudan                                                                      | feng xiaoyuan | Abril 2007 - Mayo 2011      |
| Decano de la Facultad de Medicina de Shanghái de la Universidad de Fudan | gui yonghao   | Mayo 2011 - Septiembre 2020 |
| Decano de la Facultad de Medicina de Shanghái de la Universidad de Fudan | jinli         | septiembre 2020 -           |

## Tradición y Cultura

### Aniversario
El 27 de octubre de 1927 fue el día de la fundación de la Facultad de Medicina de la Universidad Nacional Cuarta Sun Yat-Sen, predecesora del Colegio de Medicina de Shanghái. Cada año, el 27 de octubre (o el tercer día del décimo mes lunar) se celebra el aniversario de la Universidad de Medicina de Shanghái.

### El espíritu de la medicina
"Al servicio de las personas" es el espíritu del Colegio de Medicina de Shanghai y se originó a partir de la filosofía del Sr. Yan Fuqing, el fundador del colegio de medicina de Shanghai: estudiar y practicar la medicina para “servir a la sociedad y las personas, independientemente de la utilidad”.

### Lema
El lema Zhengyi Mingdao se originó a partir del dicho de Dong Zhongshu de la dinastía Han: "Si un esposo es una persona benévola, Zhengyi no busca sus beneficios y conoce su camino sin considerar sus méritos".

### Canción de escuela
La canción Shang Hospital fue compuesta a mediados de la década de 1930, con letra de Huang Yanpei y música de Xu Xiyi. En la letra de esta canción, cantada en el patio de recreo de las escuelas se dice, "¿Cuál es el sentido de la vida? Servir a la multitud, ¿qué importa el valor del servicio? Eliminar el sufrimiento de la multitud." La letra explica el lema y el núcleo espiritual de Shangyi.
La letra continua: ¿Cuál es el sentido de la vida? Servir a la multitud, ¿qué importa el valor del servicio? Erradicar el sufrimiento del pueblo. ¡Gratificante, gratificante! ¡La enfermedad es cada vez más nueva y la medicina avanza día a día! ¡Horrible! ¡Horrible! ¡La medicina es cada vez más nueva y la enfermedad empeora cada día! ¿Cómo puedo cumplir con las responsabilidades de ser médico? Xiepu está en la torre, la antigua torre está bajo el sol de la mañana, la bandera del patio ondea y el espacio del patio es brillante. ¡Hurra, señores! ¿Cuál es el beneficio? ¿Cuál es el mérito? ¡Es el lugar donde se confía la vida de decenas de millones de personas en Yadong!

## Organización del departamento
Después de la fusión de la Universidad de Fudan y la Universidad Médica de Shanghái en 2000, la antigua escuela de salud pública, la escuela de enfermería y la escuela de farmacia de la Universidad Médica de Shanghái que fueron escuelas independientes, se integran en la universidad. La Escuela de Medicina Básica de Shanghai y las diversas escuelas de medicina clínica se fusionaron en la Escuela de Medicina de la Universidad de Fudan, y en 2001 pasó a llamarse Escuela de Medicina de Shanghai de la Universidad de Fudan. En 2012, se restauró la estructura disciplinaria original de la Facultad de Medicina de Shanghái. La Facultad de Medicina de Shanghái incluye ahora de nuevo programas de medicina básica, medicina clínica, salud pública y medicina preventiva, farmacia, enfermería, así como hospitales afiliados, institutos de investigación biomédica, institutos de investigación de ciencias del cerebro y investigación en medicina radiológica instituto y departamento de ciencias de los animales de laboratorio, etc.

### Organización de Gestión Académica
- Comité académico de la facultad de medicina de Shanghai de la Universidad de Fudan

### Administración
- Oficina de planificación del desarrollo médico de la Universidad de Fudan
- Oficina de gestión de investigación médica de la Universidad de Fudan
- Oficina de gestión de educación médica de la Universidad de Fudan
- Oficina de gestión de la educación de grados y posgrados en medicina, Universidad de Fudan
- Oficina de la facultad de medicina de Shanghái de la Universidad de Fudan

### Facultades
- Escuela de Medicina Básica
- Escuela de Medicina Clínica
- Escuela de Salud Pública
- Colegio de Farmacia
- Escuela de enfermería
- Departamento de Ciencias de los Animales de Laboratorio
- Instituto de Medicina Radiológica
- Instituto de Neurobiología
- Instituto de Ciencias Biomédicas
- Instituto de Ciencias del Cerebro

### Hospital afiliado
El Colegio de Medicina de Shanghai cuenta actualmente con 13 hospitales afiliados y 4 hospitales en preparación. Los hospitales afiliados cuentan con más de 15.000 empleados médicos y el volumen de negocios médicos es casi una cuarta parte del total en Shanghái.
- Hospital Zhongshan afiliado a la Universidad de Fudan
- Hospital de Huashan afiliado a la Universidad de Fudan
- Hospital de Obstetricia y Ginecología Afiliado a la Universidad de Fudan
- Hospital pediátrico afiliado a la Universidad de Fudan
- Hospital del Cáncer de la Universidad de Fudan
- Hospital de ojos, oídos, nariz y garganta afiliado a la Universidad de Fudan
- Hospital Jinshan afiliado a la Universidad de Fudan
- Shanghai Fifth People's Hospital afiliado a la Universidad de Fudan
- Centro Clínico de Salud Pública de Shanghái afiliado a la Universidad de Fudan
- Hospital del Este de China afiliado a la Universidad de Fudan
- Hospital de Pudong afiliado a la Universidad de Fudan
- Hospital central del distrito de Minhang afiliado a la Universidad de Fudan
- Hospital central del distrito de Jing'an afiliado a la Universidad de Fudan
- Hospital central del distrito de Qingpu afiliado a la Universidad de Fudan (en preparación)
- Hospital Estomatológico de Shanghai afiliado a la Universidad de Fudan (en preparación)
- Centro de Salud mental afiliado de la Universidad de Fudan (en preparación)
- Hospital Xuhui afiliado a la Universidad de Fudan (en preparación)

## Disciplinas clave nacionales

### Disciplinas clave de primer nivel
- Biología

La parte médica incluye disciplinas secundarias como neurobiología, bioquímica y biología molecular, y fisiología.
- Medicina básica

Ahora está compuesto por disciplinas secundarias como anatomía humana, histología, embriología, patología y fisiopatología, biología patógena, inmunología, medicina radiológica y medicina forense, así como proteómica e informática médica.
- Medicina Integrativa China y Occidental

Incluye disciplinas de dos niveles, como los conceptos básicos de la medicina integrativa y la práctica clínica de la medicina integrativa.

## Entorno profesional
El Colegio de Medicina de Shanghai tiene 10 especializaciones de pregrado: medicina clínica (ocho años), medicina clínica (cinco años), medicina clínica (seis años, todas impartidas en inglés), medicina básica, medicina forense, medicina preventiva y salud pública, gestión de servicios públicos (dirección de gestión de la salud), farmacia, dirección de farmacia clínica, enfermería y otra carrera profesional superior de enfermería.
Hay 5 puntos de autorización de títulos de doctorado para disciplinas de primer nivel (medicina básica, medicina clínica, salud pública y medicina preventiva, medicina china y occidental integrada y farmacia), 68 disciplinas de autorización de títulos de doctorado y puntos profesionales (incluidas 4 disciplinas propias y especializaciones). Hay 45 disciplinas y especializaciones autorizadas para títulos (incluidas 7 disciplinas y especializaciones propias), y 7 centros de investigación posdoctorales (biología, medicina básica, medicina clínica, salud pública y medicina preventiva, chino integrado y medicina occidental, farmacia, Administración Pública (médica).

## Laboratorio principal
Laboratorio clave estatal
- Laboratorio estatal clave de Neurobiología médica (Escuela Básica de Medicina)

Laboratorio clave ministerial
- Laboratorio Clave de Virología molecular médica, Ministerio de Educación, Ministerio de Salud (Escuela Básica de Medicina)
- Laboratorio clave de medicina molecular, Ministerio de Educación (Escuela Básica de Medicina)
- Laboratorio clave de seguridad en Salud Pública Ministerio de Educación (Escuela de Salud Pública)
- Laboratorio Clave de los principios de carcinogénesis e invasión, Ministerio de Educación (Hospital Zhongshan)
- Ministerio de Salud laboratorio clave de Glicobiología (Facultad básica de medicina)
- Ministerio de Salud Laboratorio Clave de Evaluación de Tecnologías Médicas (Escuela de Salud Pública)
- Ministerio de Salud Laboratorio clave de farmacología clínica de antibióticos (Hospital de Huashan)
- Ministerio de Salud Laboratorio Clave de Reconstrucción de la Función de la Mano (Hospital de Huashan)
- Ministerio de Salud Laboratorio Clave de Medicina Auditiva (Hospital de Ojos, Oídos, Nariz y Garganta)
- Ministerio de Salud Laboratorio clave de enfermedades cardíacas virales (Hospital Zhongshan)
- Ministerio de Salud Laboratorio Clave de Investigación de Miopía (Hospital de Ojos, Oídos, Nariz y Garganta)
- Ministerio de Salud Laboratorio Clave de Enfermedades Neonatales (Hospital Pediátrico)
- Laboratorio clave de Shanghai de microcirugía y neurología periférica (Hospital Huashan)
- Laboratorio clave de procesamiento de imágenes médicas y cirugía asistida por computadora de Shanghái (Escuela básica de medicina)
- Laboratorio clave de trasplante de órganos de Shanghái (Hospital Zhongshan)
- Laboratorio clave de Shanghai de enfermedades relacionadas con el sistema endocrino reproductivo femenino (Hospital de ginecología y obstetricia)